# 布里森
布里森（德語：Briesen）是德国勃兰登堡州的市镇，隶属于施普雷-奈瑟县，总面积为9.13平方千米，截至2023年12月31日总人口为795人。